# Волоколамск (станция)
Волокола́мск — железнодорожная станция Рижского направления Московской железной дороги. Входит в Московско-Смоленский центр организации работы железнодорожных станций ДЦС-3 Московской дирекции управления движением. По основному применению является участковой, по объёму работы отнесена ко 2 классу.

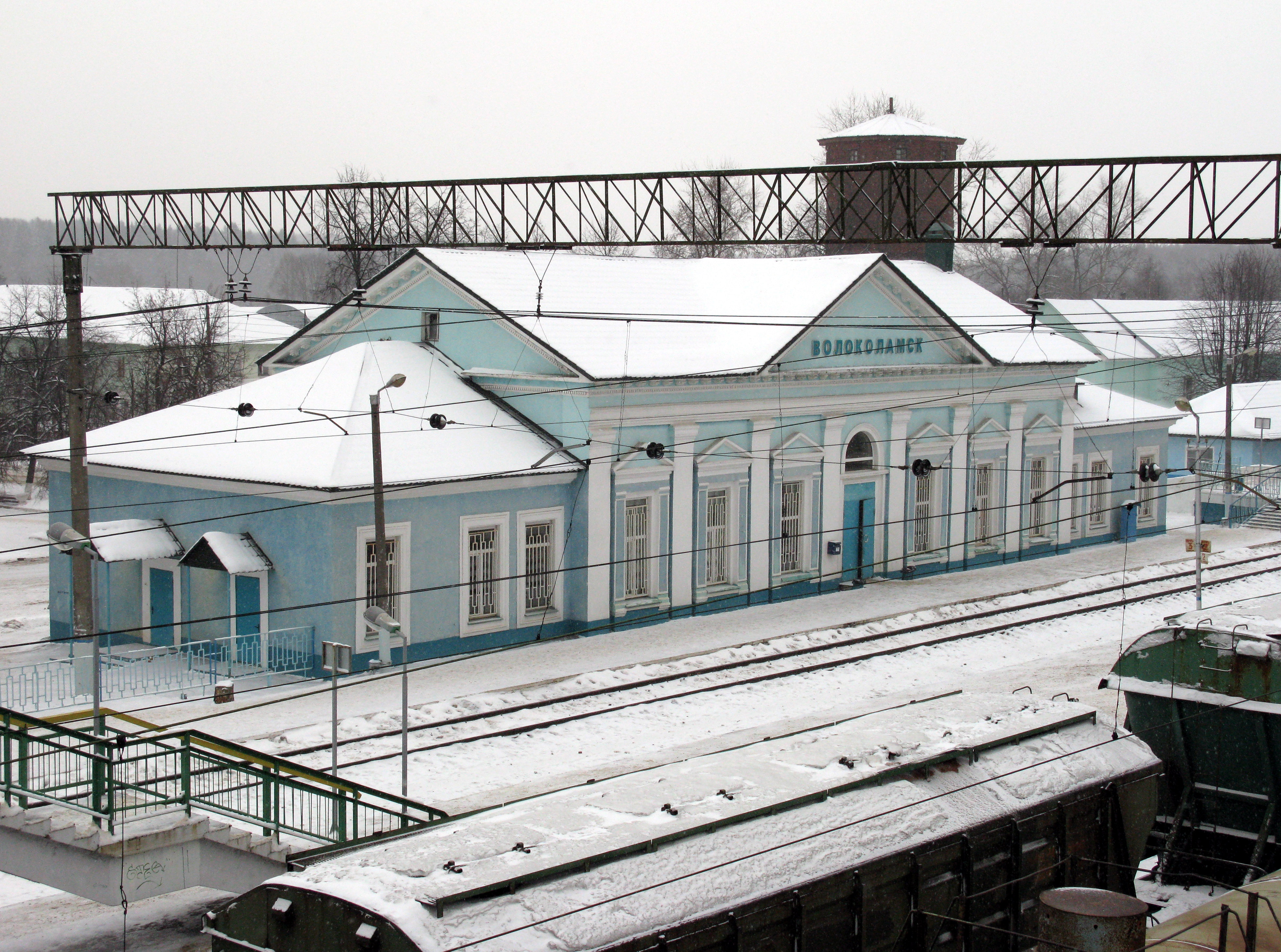
Вокзал станции Волоколамск

Расположена в Волоколамском районе Московской области в 125 км (по железной дороге) к западу от Москвы и в 4 км от центра города Волоколамска, с которым имеется регулярное автобусное сообщение.
На станции 2 высокие пассажирские платформы (островная и боковая, предназначенные для электропоездов и поездов дальнего следования, имеется локомотивное депо. Несмотря на то, что электрификация заканчивается в 28 км далее Волоколамска (на станции Шаховская), смена локомотивов производится на станции Волоколамск. От Москвы до Волоколамска железная дорога имеет 2 пути, далее — однопутная.
Станция является конечной для большинства следующих до неё электропоездов из Москвы. Далее, до Шаховской, следует 5-6 пар электропоездов в день. На станции останавливаются все поезда дальнего следования (Москва — Великие Луки, Москва — Рига и Москва — Псков).

## История
До начала 1990-х являлась станцией, на которой кончалась электрификация со стороны Москвы, соответственно, самой дальней станцией следования электропоездов. В начале 1990-х участок Волоколамск — Шаховская был электрифицирован, но оставлен однопутным.
До 1 июня 2014 года десятки лет ежедневно курсировала 1 пара пригородного поезда на тепловозной тяге Волоколамск — Ржев-Балтийский формирования Октябрьской железной дороги. С 1 июня укорочена до стыковой станции Шаховская, являвшейся конечной и для второй летней пары.

## Электропоезд «Ласточка»
С 6 мая 2021 года станция принимает 2 пары скоростного поезда «Ласточка» маршрута Москва (Рижский вокзал) — Ржевский мемориал.
К «Ласточке» на станции цепляют тепловоз ТЭП70БС (в сторону Ржева) (так как в ту сторону нет электрификации), и «Ласточка» после 23-30 минутной стоянки отправляется дальше.

## Дальнее сообщение
С 1 мая 2021 года станция обслуживает только пригородные маршруты. Поезда дальнего следования до Великих Лук и Пскова перенесены отправлением с Рижского вокзала на Белорусский вокзал. Фирменный поезд «Latvijas Ekspresis» сообщением Москва-Рига был отменён в марте 2020 года, в связи с пандемией COVID-19 на неопределённое время.